# Heineken Trophy 2000

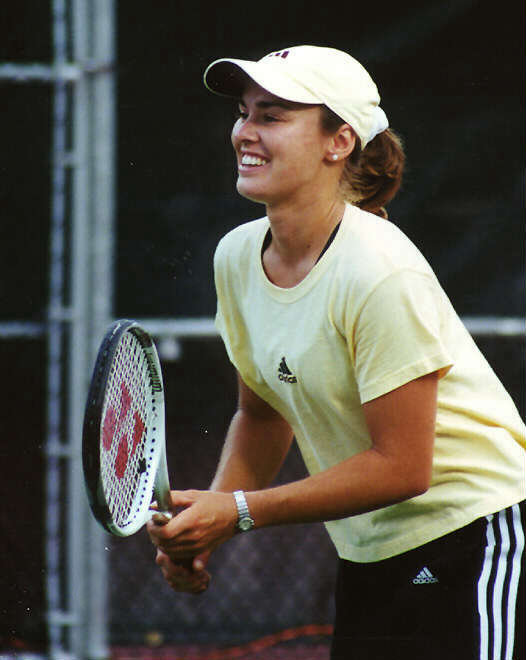
Martina Hingis, vincitrice del torneo singolare femminile

L'Heineken Trophy 2000 è stato un torneo di tennis giocato sull'erba. È stata l'11ª edizione dell'Heineken Trophy, che fa parte della categoria International Series nell'ambito dell'ATP Tour 2000, e della Tier III nell'ambito del WTA Tour 2000. Sia il torneo maschile che quello femminile si sono giocati al Autotron park di Rosmalen, vicino 's-Hertogenbosch nei Paesi Bassi, dal 19 al 25 giugno 2000.

## Campioni

### Singolare maschile
Patrick Rafter ha battuto in finale  Nicolas Escudé con il punteggio di 6–1, 6–3

### Singolare femminile
Martina Hingis ha battuto in finale  Ruxandra Dragomir con il punteggio di 6–2, 3-0 rit.

### Doppio maschile
Martin Damm /  Cyril Suk hanno battuto in finale  Paul Haarhuis /  Sandon Stolle con il punteggio di 6–4 6(5)–7 7–6(5)

### Doppio femminile
Erika de Lone /  Nicole Pratt hanno battuto in finale  Catherine Barclay-Reitz /  Karina Habšudová con il punteggio di 7–6(6), 4-3 rit.